# GeoTools
GeoTools é uma biblioteca de código livre que permite desenvolver soluções adaptadas aos padrões internacionais em vigor no desenvolvimento de software para informação geográfica. Proporciona una implementação das especificações do Open Geospatial Consortium segundo estas vão sendo estabelecidas.
Está escrito na linguagem de programação Java e encontra-se actualmente em desenvolvimento activo por uma comunidade de usuários muito dinâmica. O seu desenho e concepção modular faz com que numerosas implementações de software livre no âmbito dos SIG façam uso de GeoTools.